# 拉格兰奇 (佐治亚州)
拉格兰奇（LaGrange）位于美国佐治亚州西部，是特鲁普县的县治所在，面积76.5平方公里。根据2010年美國人口普查，該地人口為29,588人。

## 地理
拉格蘭奇的座標為33°02′12″N 83°01′55″W / 33.03667°N 83.03194°W，而該地的平均海拔高度為238米（即781英尺）。

## 友好城市
- 英国克雷加文
- 格鲁吉亚波季
- 日本阿苏市